# Supakorn Kitsuwon
Supakorn Kitsuwon (en tailandés: ศุภกร ณ์ กิจ สุวรรณ ), es un actor de cine y teatro tailandés, nacido el 28 de diciembre de 1972 , en la provincia de Uthai Thani, Tailandia, su sobrenombre es Strike.
Entre sus papeles protagónicos está Pan en Monrak Transistor y  Khun y Krabi en SRAS Wars. Ha hecho notables papeles secundarios en Lágrimas del Tigre Negro como Mahesuan y en Dang Bireley's and Young Gangsters como Bottlebomb Pu.
Supakorn se graduó de la escuela secundaria de Amnuaysin y estudió negocios en la universidad de Pundit. 

## Filmografía
- 2008 Ong Bak 2 como el guerrero de la armadura de oro
- 2008 Long khong 2 como Dis
- 2008 Suay sink krating zab como Pod
- 2008 Rambo como Myint
- 2005 Perfect Killer as Kieb
- 2004 Khun krabii hiiroh como  Khun Krabii
- 2004 Ukkabat como Oam
- 2002 Goodman Town
- 2001 Monrak Transistor como Phaen (Pan)
- 2001 Suriyothai como  Sir Sriyod
- 2000 Fah talai jone como Mahesuan
- 1998 Leua jone phan leua
- 1997 2499 antapan krong muang as Pu Bottlebomb

## Telenovelas
- Gana Fa .. gran ayuda para la vida.
- Gun Song Song. (Canal 3).
- Chang placer con las mujeres se elevó.

## video musical
- La canción "Burning" de Da endorfina.